# Terespol (województwo wielkopolskie)
Terespol – wieś w Polsce położona w województwie wielkopolskim, w powiecie grodziskim, w gminie Rakoniewice.
| SIMC    | Nazwa      | Rodzaj    |
| ------- | ---------- | --------- |
| 0593922 | Zygmuntowo | część wsi |

W latach 1975–1998 miejscowość położona była w województwie poznańskim.
W okresie Wielkiego Księstwa Poznańskiego (1815-1848) miejscowość wzmiankowana jako kolonia Terespol należała do wsi większych w ówczesnym powiecie babimojskim rejencji poznańskiej. Kolonia Terespol należała do rakoniewickiego okręgu policyjnego tego powiatu i stanowiła część majątku Rakoniewice, który należał wówczas do Czarneckiego. Według spisu urzędowego z 1837 roku kolonia Terespol liczyła 136 mieszkańców, którzy zamieszkiwali 36 dymów (domostw).